# Aspidoparie indická
Aspidoparie indická (Aspidoparia morar) je paprskoploutvá ryba z čeledi kaprovití (Cyprinidae).
Druh byl popsán roku 1822 skotským ichtyologem Francisem Buchanan-Hamiltonem

## Popis a výskyt
Maximální délka této ryby je 20 cm.
Tělo ryby je protáhlé, zploštělé a černohnědé, břicho žlutavě stříbřité a ploutve tmavě žluté. Na těle je přítomna zakřivená postranní čára, procházející spodní polovinou těla. Ústa ryby jsou malá a horní čelist je delší než spodní.
Vyskytuje se v řekách a potocích Íránu, Afghánistánu, Pákistánu, Indie, Nepálu, Bangladéše, Myanmaru a Thajska.
Jedná se o vejcorodou rybu.